# 傅縡
傅縡（530年代—580年代），字宜事，北地靈州人，南陳官员。
傅縡父親傅彝是南梁臨沂令，他幼年聰明，七歲就能背誦古詩共十多萬字。長大後的他好學，能寫文章。太清末年，傅縡攜同母親南奔避難，之後母親逝世，在兵亂中亦盡禮守喪，悲傷到身體消瘦，士友都稱讚他。其後他依附湘州刺史蕭循，蕭循好士，廣集書籍，他不停閱讀，因而学识渊博；王琳聽聞傅縡的學識，就招引擔任府記室，王琳失敗後，傅縡跟隨王琳部將孫瑒到建康。當時陳文帝派顏晃賞賜孫瑒雜物，孫瑒委託傅縡致謝，他的詞理卓越，不須修改，顏晃對陳文帝說明後就被徵召為撰史學士，除授司空府記室參軍，遷任驃騎將軍、安成王陳頊的中記室，繼續撰史。傅縡篤信佛教，從興皇惠朗法師接受三論；其時有大心暠法師編著無諍論毁谤，他為說明道論撰寫文章解釋。
不久他以本官兼任通直散騎侍郎出使北齊，回來後獲授散騎侍郎、鎮南將軍始興王陳叔陵的諮議參軍，兼任東宮管記。傅縡歷官太子庶子、僕，仍然兼管記如故。陳後主即位，遷任秘書監、右衛將軍，兼中書通事舍人，掌管詔誥。他的文章華麗，思考敏捷，關於軍國大事的文章下筆即成，不用起草，就算深思熟慮的人寫的作品也不及他，獲得陳後主重視。然而傅縡個性質直剛強，沒有操守，恃才任性凌辱他物，朝中大臣都討厭他。適逢施文慶、沈客卿等人以善辩逢迎親近陳後主，傅縡被疏遠；他們收受高句麗使節金錢誣告傅縡，於是後主派人拘捕傅縡入獄。他一向個性剛強，因為痛恨而在獄中上書斥責後主；後主得知上書後十分生氣。後來後主怒意緩和，派使者向傅縡說：「我可以赦免你，但你可以改過嗎？」他回答：「我的心好像臉孔一樣，如果臉孔可以改變，那麼心可以改變。」結果後主更發怒，下令宦官李善慶徹查，被賜死獄中，虛歲五十五。有十卷文集傳世。

## 引用
1. 1 2  《陳書·卷三十·列傳第二十四》：傅縡字宜事，北地靈州人也。父彝，梁臨沂令。縡幼聰敏，七歲誦古詩賦至十餘萬言。長好學，能屬文。梁太清末，攜母南奔避難，俄丁母憂，在兵亂之中，居喪盡禮，哀毀骨立，士友以此稱之。後依湘州刺史蕭循，循頗好士，廣集墳籍，縡肆志尋閱，因博通群書。王琳聞其名，引為府記室。琳敗，隨琳將孫瑒還都。時世祖使顏晃賜瑒雜物，瑒託縡啟謝，詞理優洽，文無加點，晃還言之世祖，尋召為撰史學士。除司空府記室參軍，遷驃騎安成王中記室，撰史如故。縡篤信佛教，從興皇惠朗法師受三論，盡通其學。時有大心暠法師著無諍論以詆之，縡乃為明道論，用釋其難。
2. 1 2  《南史·卷六十九·列傳第五十九》：傅縡字宜事，北地靈州人也。父彝，梁臨沂令。縡幼聰敏，七歲誦古詩賦至十餘萬言。長好學，能屬文。太清末，丁母憂，在兵亂中，居喪盡禮，哀毀骨立，士友以此稱之。後依湘州刺史蕭循。循頗好士，廣集墳籍，縡肆志尋閱，因博通群書。王琳聞其名，引為府記室。琳敗，隨琳將孫瑒還都。時陳文帝使顏晃賜瑒雜物，瑒托縡啟謝，詞理周洽，文無加點。晃還言之文帝，召為撰史學士。再遷驃騎安成王中記室，撰史如故。縡篤信佛教，從興皇寺慧朗法師受三論，盡通其學。
3. ↑  《陳書·卷三十·列傳第二十四》：尋以本官兼通直散騎侍郎使齊，還除散騎侍郎、鎮南始興王諮議參軍，兼東宮管記。歷太子庶子、僕，兼管記如故。後主即位，遷祕書監、右衛將軍，兼中書通事舍人，掌詔誥。縡為文典麗，性又敏速，雖軍國大事，下筆輒成，未嘗起草，沉思者亦無以加焉，甚為後主所重。然性木彊，不持檢操，負才使氣，陵侮人物，朝士多銜之。會施文慶、沈客卿以便佞親幸，專制衡軸，而縡益疏。文慶等因共譖縡受高驪使金，後主收縡下獄。縡素剛，因憤恚，乃於獄中上書曰：「夫君人者，恭事上帝，子愛下民，省嗜慾，遠諂佞，未明求衣，日旰忘食，是以澤被區宇，慶流子孫。陛下頃來酒色過度，不虔郊廟之神，專媚淫昏之鬼；小人在側，宦豎弄權，惡忠直若仇讎，視生民如草芥；後宮曳綺繡，廄馬餘菽粟，百姓流離，殭尸蔽野；貨賄公行，帑藏損耗，神怒民怨，眾叛親離。恐東南王氣，自斯而盡。」書奏，後主大怒。頃之，意稍解，遣使謂縡曰：「我欲赦卿，卿能改過不？」縡對曰：「臣心如面，臣面可改，則臣心可改。」後主於是益怒，令宦者李善慶窮治其事，遂賜死獄中，時年五十五。有集十卷行於世。
4. ↑  《南史·卷六十九·列傳第五十九》：尋以本官兼通直散騎侍郎使齊，還，累遷太子庶子、僕。後主即位，遷秘書監、右衛將軍，兼中書通事舍人，掌詔誥。縡為文典麗，性又敏速，雖軍國大事，下筆輒成，未嘗起草，沈思者亦無以加，甚為後主所重。然性木強，不持檢操，負才使氣，陵侮人物，朝士多銜之。會施文慶、沈客卿以佞見幸，專制衡軸，而縡益疏。文慶等因共譖之，後主收縡下獄。縡素剛，因憤恚，於獄中上書曰：「夫人君者，恭事上帝，子愛黔黎，省嗜欲，遠諂佞，未明求衣，日旰忘食，是以澤被區宇，慶流子孫。陛下頃來酒色過度，不虔郊廟之神，專媚淫昏之鬼。小人在側，宦豎弄權，惡忠直若仇讎，視百姓如草芥。後宮曳綺繡，廄馬餘菽粟，兆庶流離，轉屍蔽野，貨賄公行，帑藏損耗，神怒人怨，眾叛親離。恐東南王氣，自斯而盡。」書奏，後主大怒。頃之稍解，使謂曰：「我欲赦卿，卿能改過不？」縡對曰：「臣心如面，臣面可改，則臣心可改。」後主於是益怒，令宦者李善度窮其事，賜死獄中。有集十卷。

## 延伸阅读
[在维基数据编辑]
 《陳書/卷30》，出自姚思廉《陳書》
 《南史·卷69》，出自李延壽《南史》